# Marcos dos Reis da Costa
Marcos dos Reis da Costa ist ein osttimoresischer Diplomat.

## Werdegang
Costa gehört zu den ersten 50 jungen Diplomaten, die im Jahr 2000 für den zukünftigen Auswärtigen Dienst Osttimors eingestellt wurden. Von der Genfer Schule für Diplomatie erhielt er einen Executive Master in Internationalen Beziehungen. Mit der offiziellen Schaffung des Außenministeriums Osttimors 2002 trat Costa ihm bei.
Costa wurde Zweiter Sekretär der Botschaft in Malaysia, Erster Sekretär in der Vertretung Osttimors bei den Vereinten Nationen in Genf und Botschaftsrat in der Botschaft in Indonesien. Ab August 2023 war er im Außenministerium Generaldirektor für bilaterale Angelegenheiten für Asien und Ozeanien.
Am 9. Juni 2025 wurde Costa von Präsident José Ramos-Horta zum osttimoresischen Botschafter in Kambodscha vereidigt. Seine Akkreditierung übergab er am 1. August 2025.

## Auszeichnungen
2025 erhielt Costa die Insignia des Ordem de Timor-Leste.